# Demokratická strana

Logo der Partei (1946)

Die Demokratická strana (deutsch Demokratische Partei), abgekürzt DS, war eine politische Partei in der Slowakei in den Jahren 1944–1948 und 1989–2006.

## Periode 1944–1948
Die DS entstand im September 1944 während des Slowakischen Nationalaufstands aus mehreren Gruppierungen des Widerstandes, darunter auch aus zahlreichen slowakischen Anhängern der früheren starken Agrarpartei. Sie vereinte viele demokratisch orientierte Kräfte. 1945 wurde sie Mitglied der Nationalen Front und als solche durfte sie an den Parlamentswahl in der Tschechoslowakei 1946 teilnehmen.

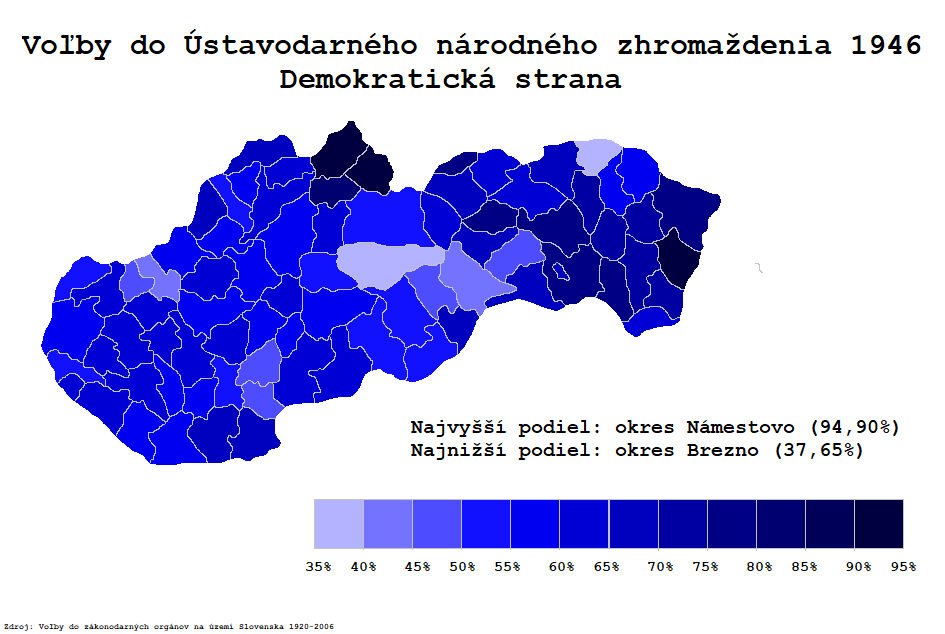
Wahlergebnis nach Bezirken: am stärksten in Námestovo (94,9 %), am schwächsten in Brezno (37,65 %)

Kurz vor diesen Wahlen schloss ihre meist evangelisch orientierte Führung ein Abkommen mit den Vertretern der slowakischen Katholiken ab. Dies führte dazu, dass die DS in den Wahlen im slowakischen Teil des Staates mit 62 Prozent doppelt so viel Stimmen erlangte wie die slowakischen Kommunisten der KSS und zum Wahlsieger in der Slowakei wurde. Da sie nur im kleineren der beiden Landesteile angetreten war, machte dies jedoch nur 14 Prozent der Stimmen in der gesamten Tschechoslowakei aus. Anschließend beteiligte sich die Partei mit vier Ministern an der Regierung Klement Gottwald I.
In der folgenden Zeit kam sie daher in Konflikte mit der KSS. Im Herbst 1947 wurde sie des Versuchs einer Umsturzes bezichtigt, im Februar 1948 traten ihre Regierungsmitglieder als Minister der Regierung Klement Gottwald II zurück. Nach der kommunistischen Machtübernahme wurde sie weitgehend liquidiert. Die meisten Mitglieder der Partei wählten die Emigration, aus dem kleinen Rest wurde dann am 24. März 1948 die Strana slovenskej obrody, eine Partei, die als eine sogenannte Blockpartei bis November 1989 fortdauerte.
Zu den führenden Persönlichkeiten der Partei gehörten unter anderem Jozef Lettrich, Ján Ursíny, Jozef Kempný und Miloš Bugár. Die Partei gab die Tageszeitung Ľud heraus.

## Neugründung nach 1989
Im Dezember 1989 wurde die DS neu gegründet und knüpfte an die Traditionen der Periode 1944–1948 an. Sie beteiligte sich an einigen slowakischen Regierungen. Es kam zu mehreren Abspaltungen und Zusammenschlüssen wie auch zu einigen Umbenennungen. 2006 kam es zum letzten Zusammenschluss, den die DS einging, die neue Partei heißt Slovenská demokratická a kresťanská únia – Demokratická strana (SDKÚ-DS).